# L'Énigme Chaland
Pour plus de détails, voir Fiche technique et Distribution.
L’Énigme Chaland est un film documentaire français consacré au dessinateur Yves Chaland, réalisé par Avril Tembouret, sorti en 2018.

## Synopsis
Sur les traces du fantôme d'un dessinateur, Yves Chaland (1957-1990), et de l'influence profonde qu'il continue d'exercer malgré sa disparition.

## Fiche technique
- Titre original : L'Enigme Chaland
- Réalisation : Avril Tembouret
- Scénario : Avril Tembouret
- Directeur de la photographie : Nicolas Le Gal, Avril Tembouret, David Tabourier
- Montage image : Maxime Cappello
- Musique originale : Amin Goudarzi
- Musique additionnelle : Oren Ambarchi
- Son direct : Lucas Héberlé, Emlio Salemi, Miguel Antunes Diaz
- Montage son & mixage : Antoine Bailly
- Etalonnage : Ludovic Vieuille
- Production : Novanima Productions (France), Girelle Production (France), Delastre Films (France)
- Production déléguée : Marc Faye
- Coproducteur : Christophe Camoirano
- Coproducteur associé : Avril Tembouret
- Pays d'origine :  France
- Langue : français
- Genre : Film documentaire
- Durée : 86 minutes

## Liste des intervenants
- Frank Margerin
- Serge Clerc
- Isabelle Beaumenay Joannet
- Bruno Gaccio
- François Avril
- Charles Berbérian
- Floc'h
- Zep
- Simon Roussin
- Benoit Poelvoorde
- Yann Le Pennetier
- Yves Chaland (images d'archives)

## Sélections festivalières et projections spéciales
- Festival de Cinéma des Cinq Continents, Ferney-Voltaire, septembre 2020
- Festival BD6Né, Paris, septembre 2020
- Objectif Bulles, Lautrec, septembre 2020
- Chaland, Une Vie en Dessins, Saint-Etienne, septembre 2020
- Partir en Livre, juillet 2020
- Les Rencontres du film d'art, Saint-Gaudens, janvier 2020
- Les Escales Documentaires, La Rochelle, novembre 2019
- Les Yeux Verts, Brive, octobre 2019
- Quai des Bulles, Saint-Malo, octobre 2019
- Bande dessinée et Modernité, Toulon, octobre 2019
- Festival de la bande dessinée de Chambéry, octobre 2019
- Festival Normandiebulle, Darnétal, septembre 2019
- L'Intime Festival, Namur, août 2019
- Pulp Festival, La Ferme du Buisson, avril 2019
- FIBD, Angoulême, janvier 2019
- Le mois du film documentaire, Alca, novembre 2018
- Bd BOUM, Blois, novembre 2018
- Les Rencontres Chaland, Nérac, octobre 2018[2]